# روبرت راندال
روبرت راندال (بالإنجليزية: Robert Randall)‏ هو مصور أمريكي، ولد في 17 ديسمبر 1918 في Miracle Mile, Los Angeles ‏ في الولايات المتحدة، وتوفي في 19 سبتمبر 1984 في لاهويا في الولايات المتحدة.

## وصلات خارجية
- روبرت راندال على موقع IMDb (الإنجليزية)